# 高橋昭平
高橋 昭平（たかはし しょうへい、1994年10月3日 - ）は、地方競馬の大井競馬場所属の騎手である。
戸籍上の表記は旧字体の「髙橋」だが、南関東4競馬場への登録と一部メディアにおける使用制限に従い、本項目では新字体の「高橋」で表記する。

## 来歴
2014年4月、大井競馬場・立花伸厩舎よりデビュー。
2015年4月20日、初勝利。

## 人物
- 容姿から、愛称は「クリリン」[要出典]。